# Vila Rica Airport
Vila Rica Airport är en flygplats i Brasilien.   Den ligger i kommunen Vila Rica och delstaten Mato Grosso, i den centrala delen av landet, 700 km nordväst om huvudstaden Brasília. Vila Rica Airport ligger 251 meter över havet.
Terrängen runt Vila Rica Airport är platt. Runt Vila Rica Airport är det mycket glesbefolkat, med 2 invånare per kvadratkilometer..
Omgivningarna runt Vila Rica Airport är huvudsakligen savann.